# Салат латук Daily Star
14 октября 2022 года британская бульварная газета Daily Star начала прямую трансляцию салата латук, сравнивая срок годности салата с ожидаемым оставшимся сроком пребывания премьер-министра Великобритании Лиз Трасс. Это было сделано в ответ на продолжающийся политический кризис, который произошёл всего через несколько недель после её пребывания в должности, и многие обозреватели предсказывали о скорой её отставке. Трасс ушла в отставку 20 октября 2022 года, до того, как салат завял, в результате чего Daily Star объявила о «победе» салата над Трасс.

## История
Лиз Трасс стала премьер-министром Соединённого Королевства 6 сентября 2022 года после отставки предыдущего премьера Бориса Джонсона и очередных выборов главы Консервативной партии в июле 2022 года. После смерти королевы Елизаветы II через два дня после вступления Трасс в должность и последовавшего за этим периода траура 23 сентября канцлер казначейства Кваси Квартенг опубликовал проект «мини-бюджета», который включал снижение налогов без соответствующего сокращения расходов. Мини-бюджет вызвал крайне негативную реакцию рынка: рухнул курс фунта стерлингов, а пенсионные фонды оказались на грани банкротства.
Спустя чуть более месяца пребывания у власти Квартенг был снят с поста канцлера 14 октября, и Трасс изменила большую часть экономической политики в рамках мини-бюджета. Британские СМИ, от Daily Mail до The Guardian, раскритиковали выступление Трасс и последовавший политический хаос, и многие обозреватели полагали, что скорая отставка неизбежна. В колонке от 11 октября журнал The Economist написал, что после вычета десятидневного периода траура в связи со смертью королевы, Трасс вызвала экономические и политические потрясения после всего лишь семи дней пребывания у власти, сравнив этот период со «сроком годности салата» и назвав её «леди латук».

## Салат латук
Денис Манн, заместитель редактора британской бульварной газеты Daily Star, посвященной развлечениям, прочитал колонку в The Economist и 14 октября рассказал о ней главному редактору Джону Кларку, который увидел потенциал в этой идее, и видеогруппа газеты организовала трансляцию. С этого дня велась прямая трансляция салата латук рядом с фотографией Трасс, и зрителей спрашивали, сможет ли правление Трасс пережить салат. Daily Star провела прямую трансляцию на YouTube под названием «ПРЯМОЙ ЭФИР: Сможет ли Лиз Трасс пережить салат?». Известно, что издание освещало современные политические события, такие как Brexit, но, как правило, не занимало определённой политической позиции. Салат был куплен в магазине Tesco за 0,60 фунта стерлингов с ожидаемым сроком годности около десяти дней и хранился в доме одного из видеоредакторов газеты. В течение первых пяти часов трансляции он получил более 50 000 лайков, и более 350 000 зрителей на следующий день. 18 октября 2022 года в таблоиде был опубликован заголовок «Салат Лиз в поддержку листьев». Пока шла прямая трансляция, кочану салата приделали пару выпученных глаз и светлый парик, затем ноги, руки и очки. Кроме того, вокруг салата были помещены крекеры и кружка с надписью «Keep Calm and Carry On».
Ещё до того, как листья салата увяли, 20 октября Трасс объявила о своей отставке с должности премьер-министра, пробыв на этом посту рекордно малое время — 44 дня. На тот момент в прямом эфире было 12 000 зрителей, вскоре их число увеличились до 21 000. Заиграл британский национальный гимн «Боже, храни короля», портрет Трасс на столе был перевернут лицом вниз, а поверх салата была помещена пластиковая золотая корона, а Daily Star объявила о «победе» салата над Трасс. Позже зазвучала «Celebration» американской группы Kool & the Gang с рулетом из сосисок Греггса и стаканом просекко. Хотя салат не сгнил полностью, на нем были признаки увядания, но в колонке The Atlantic отмечалось, что его все ещё можно использовать в пищу. К вечеру дня отставки Трасс прямую трансляцию посмотрели более 1,7 миллиона человек. В тот же вечер изображение салата было спроецировано на Вестминстерский дворец, после чего в Daily Star появился твит, в котором говорилось, что салат «дошел до парламента».

## Реакция

### До отставки Трасс
Противостояние Трасс с салатом было с юмором воспринято мировыми СМИ, издание The Washington Post отмечало, что Трасс стала «типично британским предметом шуток». На салат также стали делать ставки: букмекеры оценили шансы Трасс на «выживание» после салата как низкие — по состоянию на 17 октября ставка в размере 9 фунтов стерлингов в Ladbrokes на то, что салат продержится дольше, принесет выплату в размере 13 фунтов стерлингов.

### После отставки
После отставки Трасс Daily Star опубликовала заголовок под названием «Салат побеждает в роли Лиз Лифс». Букмекерская контора Пэдди Пауэр предложила шансы 500 к 1, что салат станет следующим премьер-министром. Daily Star представила салат на Cameo, что позволило пользователям получать персонализированное сообщение «от салата» за 13 фунтов стерлингов, часть выручки пошла на благотворительность.
Депутат от лейбористской партии Крис Брайант заметил во время выступления на Sky News, что «салат с таким же успехом может управлять страной», заявление, поддержанное журналисткой The Atlantic Хелен Льюис. Бывший президент России Дмитрий Медведев опубликовал ироничный твит, в котором поздравил салат с отставкой Трасс.
Кларк заметил в интервью, что сотрудники Daily Star «не планируют есть Салат Лиззи».